# Сантос да Силва, Жуан
Жуа́н Са́нтос да Си́лва (порт.-браз. Juan Santos da Silva, более известный, как Жуан порт.-браз. Juan); родился 6 марта 2002 года, Сан-Паулу) — бразильский футболист, нападающий клуба «Саутгемптон», выступающий на правах аренды за клуб «Гёзтепе».

## Биография
Жуан — воспитанник клубов «Сан-Каэтано», ЭКУС, «Мауаэнсе», «Униан Барбаренсе» и «Сан-Паулу». 8 декабря 2019 года в матче против «ССА Масейо» он дебютировал в бразильской Серии A. В 2021 году был в составе клуба, который выиграл чемпионат штата Сан-Паулу, попадал в заявки на матчи, однако на поле ни разу не вышел.
В 2019 году в составе юношеской сборной Бразилии Жуан принял участие в юношеском чемпионате Южной Америки в Перу. На турнире он сыграл в матчах против команд Парагвай, Уругвай, Колумбия и Аргентины.

## Достижения
Клубные
 «Сан-Паулу»
- Победитель Лиги Паулиста — 2021